# أندي شنايدر
أندي شنايدر هو لاعب هوكي الجليد كندي، ولد في 29 مارس 1972 في إدمونتون في كندا.

## وصلات خارجية
- أندي شنايدر على موقع دوري الهوكي الوطني (الإنجليزية)
- أندي شنايدر على موقع قاعة مشاهير الهوكي (لاعب أن.إتش.أل) (الإنجليزية)
- أندي شنايدر على موقع EliteProspects.com (الإنجليزية)
- أندي شنايدر على موقع Eurohockey.com (الإنجليزية)
- أندي شنايدر على موقع HockeyDB.com (الإنجليزية)
- أندي شنايدر على موقع Hockey-Reference.com (الإنجليزية)